# Autapomorfi
Autapomorfi är ett särdrag inom fylogeni och används för att beskriva en avledd egenskap som endast återfinns hos en organismgrupp. Ordet autapomorfi är ett ord som myntades av den tyske entomologen Willi Hennig och kommer från de grekiska orden αὐτός, uttalas autos "själv"; ἀπό, uttalas apo "från"; och μορφή, uttalas morphḗ = "form".